# Тифлозоль
Тифлозоль (лат. Thyphlosole) — особливий орган, притаманний наземним малощетинковим червам або дощовим. Сам тифлозоль — це поздовжня складка кишкової трубки іноді утворює вторинну складку. Стінка утворена епітелієм кишечника, а всередині має такі самі клітини, що вкривають зовнішню поверхню кишечника. Тифлозоль призначений для збільшення площі всмоктування кишки.